# Goldsee (Würm)
Der Goldsee ist ein natürlicher See bei Starnberg im oberbayerischen Landkreis Starnberg.
Er liegt wie die benachbarten Seen Truhensee und Galgensee im Naturschutzgebiet Leutstettener Moos, einem Niedermoor aus einem verlandeten Teil des Starnberger Sees.